# Valkyrie Profile 2: Silmeria
Pour les articles homonymes, voir Valkyrie (homonymie).
Valkyrie Profile 2: Silmeria est un jeu vidéo de rôle développé par Tri-Ace et édité par Square Enix sur PlayStation 2. Il est sorti le 22 juin 2006 au Japon, le 26 septembre 2006 en Amérique du Nord et le 7 septembre 2007 en Europe.

## Synopsis
Valkyrie Profile 2: Silmeria suit l'évolution de deux personnages principaux, Silmeria et Alicia, dont les âmes sont incarnées dans une seule enveloppe corporelle. Silmeria est une valkyrie qui était aux ordres du dieu Odin et qui rassemblait pour lui les âmes des défunts, jusqu'où jour où elle lui désobéit. Odin ne pouvant accepter l'affront décida de transmigrer l'âme de la valkyrie dans le corps d'une mortelle. Le réceptacle s'avère être le corps d'Alicia, la princesse du royaume de Dipan.
Mais un événement imprévu se produit : l'âme de Silmeria s'éveille alors qu'elle aurait dû disparaître et prend contact avec Alicia, encore enfant. Prenant conscience de ce dédoublement de personnalité, le père de cette dernière, le roi Barbarossa, décide d'exiler sa fille qu'il croit folle et annonce publiquement sa mort.
Devenue une jeune femme, Alicia s'évade du palais dans lequel elle était retenue prisonnière avec l'aide de Silmeria, qui n'a d'autre but que de mettre un terme aux agissements d'Odin. Après avoir ainsi échappé à Hrist, la valkyrie envoyée par Odin pour éliminer Silmeria, une longue quête attend les deux jeunes femmes qui seront aidées au cours de leur aventure à la fois par des personnages qui les rejoindront dans le but de poursuivre leurs propres objectifs mais également par des Einherjars, des êtres désincarnés morts au combat et dont l'âme avait été recueillie par Silmeria.

## Personnages
Alicia : princesse héritière du royaume de Dipan. Aussi loin que remonte sa mémoire, elle a le souvenir de Silmeria dialoguant avec elle. Son père, la croyant folle, a choisi de la faire enfermer dans un lointain château. Cet exil et cet isolement ont fait de la princesse un personnage discret, effacé et mal assuré qui laisse volontiers le contrôle des opérations à Silmeria lorsque la situation se complique.
Silmeria : valkyrie qui fut au service d'Odin avant de se rebeller contre ce dernier, à la suite de quoi il scella l'âme de la valkyrie dans le corps d'Alicia. Contre toute attente, l'esprit de Silmeria s'éveilla. Dès lors, son objectif premier fut de préserver la vie de la princesse en même temps que la sienne et ce afin de mettre un terme aux agissements d'Odin. Pour cela, elle décide de prendre part à la préparation de la guerre de Midgard, terre des mortels, contre Ásgard, terre des dieux, car elle estime que le monde des hommes doit sortir du joug imposé par les dieux, dont ils n'ont plus besoin.
Rufus : archer recruté par Alicia et Silmeria dès les premiers instants du jeu. Tout en poursuivant ses propres desseins liés à un sombre secret, il prend très à cœur sa tâche de protéger Alicia.
Dylan : Einherjar matérialisé qui décide de servir Silmeria dans le but de protéger Dipan, royaume auquel il avait juré fidélité 150 ans auparavant.
Lezard Valeth : jeune magicien travaillant pour le laboratoire de recherches du royaume de Dipan. Il choisit de rallier l'équipe lorsqu'il intervient pour sauver Alicia.
Leone : chasseuse de trésor. Intriguée par la quête de Silmeria et d'Alicia, elle décide de se joindre à elles, espérant par là même mettre la main sur de nombreuses richesses au cours de cette aventure. Mais ses motivations sont-elles sincères ou au contraire tout cela n'est qu'un prétexte pour surveiller de près Alicia/Silmeria ?
Arngrim : mercenaire au service de Leone. Il suit Leone à contrecœur lorsque cette dernière choisit de suivre Alicia et Silmeria.
Hrist : valkyrie chargée par Odin de retrouver et d'éliminer Silmeria.
Einherjars : esprits matérialisés à partir de reliques d'objets leur ayant appartenu avant leur mort. À l'origine, ils avaient été recrutés par Silmeria pour leurs qualités de combattants dans le but de constituer l'armée d'Odin pour l'ultime bataille, Ragnarök, opposant les mortels et les Ases. Il est ici possible de leur faire rejoindre l'équipe des combattants, ce qui donne droit à une fiche relatant leur histoire. On peut ensuite les libérer dès qu'ils ont atteint le seuil minimum d'expérience le permettant.

## Système de jeu
Les personnages évoluent au sein de niveaux modélisés en 2D. Le joueur dirigeant Alicia peut à tout moment interagir avec son environnement en projetant des photons, résidus des pouvoirs de Silmeria, cristallisant les ennemis, ce qui permet de gagner certains lieux difficiles d'accès et cachant parfois d'importants trésors. Les photons résultent de la matérialisation de l'énergie puisée dans les racines de l'Arbre-Monde Yggdrasil. Par ailleurs, les niveaux recèlent des orbes-sceaux au sein desquels il est possible d'insérer des orbes possédant des facultés amoindrissant les capacités des ennemis ou augmentant celles des protagonistes.
La progression des personnages s'opère lorsqu'ils obtiennent un niveau supplémentaire en gagnant de l'expérience au combat mais aussi grâce à un système d'équipement complexe. Chaque attribution de pièce d'équipement peut avoir une incidence sur les compétences des personnages si chaque élément est judicieusement lié à un autre dans un système de combinaisons permettant l'obtention de nouvelles capacités.
Les combats ont lieu dans un espace en 3D au sein duquel les personnages se déplacent librement dans la limite des points d'action déterminés au début de chaque combat. Ces derniers se réduisent à chaque action réalisée. L'attaque lancée, les différentes combinaisons opérées à partir des différents personnages ciblent une partie précise du corps de l'ennemi, ce qui permet d'obtenir en fin de combat des matériaux différents selon la zone touchée et qui serviront à la fabrication d'objets et d'équipements précieux. Par ailleurs, le cumul des attaques remplit une jauge au terme de laquelle se déclenche une puissante attaque spéciale.

## Accueil
La série des Valkyrie Profile n'avait encore jamais franchi les frontières autrement qu'en import.
Le site GameRankings qui rassemble une majorité de critiques de la presse spécialisée annonce une moyenne de 84,6 sur 100. Le site Jeuxvideo.com attribue quant à lui une note de 16 sur 20.
Le site IGN lui décerne le prix du « Best game no one played » (ce qui signifie « Meilleur jeu auquel personne n'a joué »).